# Autostrada A13 (Niemcy)
Autostrada A13 (niem. Bundesautobahn 13 (BAB 13), także niem. Autobahn 13 (A13)) – autostrada federalna w Niemczech prowadząca od berlińskiego Ringu do Drezna. W węźle Spreewald łączy się z nią autostrada A15 w kierunku Chociebuża i granicy z Polską w Olszynie. Stanowi jedną z niemieckich części międzynarodowego szlaku E55.

## Historia
W czasach istnienia NRD posiadała oznaczenie A4, które istniało jedynie dla potrzeb administracyjnych, przez co nie umieszczano go na drogowskazach. Była także jedną z dróg tranzytowych kraju.

## Trasy europejskie
Autostrada A13 obecnie stanowi fragment dwóch tras europejskich – E36 oraz E55. Do połowy lat 80. miała wspólny przebieg z dwoma drogami międzynarodowymi – E15 i E22.

### Współczesne
| Trasa europejska | Przebieg                                           |
| ---------------- | -------------------------------------------------- |
| E36              | Schönefelder Kreuz (1) – Dreieck Spreewald (10)    |
| E55              | Schönefelder Kreuz (1) – Dreieck Dresden-Nord (23) |

### Historyczne
| Trasa europejska | Przebieg                                       |
| ---------------- | ---------------------------------------------- |
| E15              | Berliner Ring – Lübben – Lauchhammer – Dresden |
| E22              | Berliner Ring – Lübben                         |